# Ranellidae

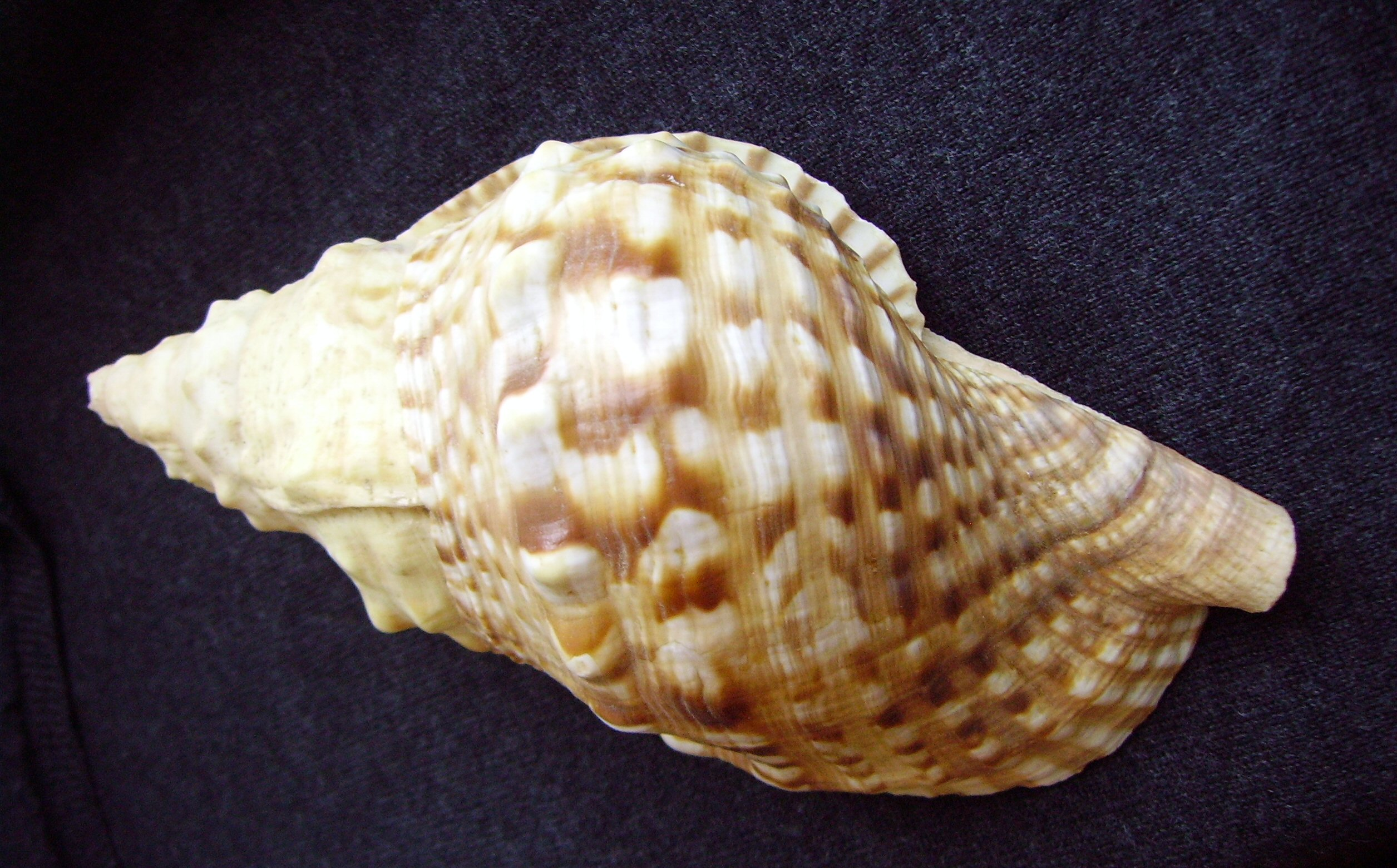
Vista dorsal de uma concha de Charonia lampas capax.

Ranellidae é uma família taxonómica de gastrópodes marinhos predadores pertencentes ao clade Littorinimorpha.
A família Ranellidae inclui as seguintes subfamílias (de acordo com a taxonomia dos Gastropoda de Bouchet & Rocroi, 2005):
- Ranellinae Gray, 1854 - sinónimos: Agrobuccininae Kilias, 1973; Simpulidae Dautzenberg, 1900; Gyrineinae Higo & Goto, 1993 (n.a.)
- Cymatiinae Iredale, 1913 (1854) - sinónimos: Tritoniidae H. Adams & A. Adams, 1853 (inv.); Neptunellinae Gray, 1854; Lampusiidae Newton, 1891; Lotoriidae Harris, 1897; Septidae Dall & Simpson, 1901; Aquillidae Pilsbry, 1904; Nyctilochidae Dall, 1912; Charoniinae Powell, 1933

## Géneros
A família Ranellidae inclui as seguintes subfamílias e géneros:
- Subfamilia Cymatiinae
  - Cabestana Röding, 1798[1]
  - Charonia Gistel, 1848[2]
  - Cymatiella Iredale, 1924[3]
  - Cymatium Roding, 1798[4]
  - Gelagna Schauffus, 1869[5]
  - Gutturnium Mørch, 1852[6]
  - Linatella Gray, 1857
  - Lotoria Emerson & Old, 1963[7]
  - Monoplex Perry, 1811[8]
  - Ranularia Schumacher, 1817[9]
  - Reticutriton Habe & Kosuge, 1966[10]
  - Sassia Bellardi, 1873 - synonym: Proxicharonia Powell, 1938[11]
  - Septa Perry, 1810[12]
  - Turritriton Dall, 1904[13]

- Subfamília Ranellinae
  - Argobuccinum Herrmannsen, 1846[14]
    - Argobuccinum pustulosum tumidum (Solander in Lightfoot, 1786)
    - Argobuccinum tumidum (Dunker, 1862)

  - Biplex Perry, 1810[15]
  - Dissentoma Pilsbry, 1945[16]
  - Fusitriton Cossmann, 1903[17]
  - Gyrineum Link, 1807[18]
  - Halgyrineum Beu, 1998[19]
  - Obscuranella Kantor & Harasewych, 2000[20]
  - Priene H. Adams & A. Adams, 1858[21]
  - Ranella Lamarck, 1816 - type genus, synonyms: Mayena Gray, 1857[22]